# Меморіальна премія імені Вільяма Кроуфорда
Меморіальна премія імені Вільяма Кроуфорда (англ. «(англ. «IAFA»)»), або Премія МАФА Вільяма Л. Кроуфорда в жанрі фентезі (англ. «The IAFA William L. Crawford Fantasy Award») — літературна премія, яку присуджують авторам фентезі, чий дебютний роман був опублікований протягом останніх 18 місяців. Меморіальна премія імені Вільяма Кроуфорда була заснована на честь Вільяма Л. Кроуфорда (англ. William L. Crawford) (1911-1984), видавця та редактора, Міжнародною асоціацією фантастичного в мистецтві («МАФА» (англ. «IAFA»). 
Церемонія нагородження відбувається щороку в березні в Форт-Лодердейл, США. Спонсор-переможець Андре Нортон. З 1985 по 2023 рік її адміністратором був відомий оглядач журналу «Локус» Гері К. Вулф. Нинішній адміністратор — критик Фара Мендлсон.

## Лауреати та номінанти
| Переможці — виділені окремим кольором. |

| Рік  | Лауреати та номінанти                                          | Лауреати та номінанти мовою оригіналу                                            | Назва роману                                                                           | Назва роману мовою оригіналу                                                   | Переклад українською             | Видавництво                               |
| ---- | -------------------------------------------------------------- | -------------------------------------------------------------------------------- | -------------------------------------------------------------------------------------- | ------------------------------------------------------------------------------ | -------------------------------- | ----------------------------------------- |
| 1985 | Чарльз де Лінт                                                 | англ. Charles de Lint                                                            | «Місячне серце»                                                                        | Moonheart                                                                      | —                                | Дель Рей Букс                             |
| 1986 | Ненсі Віллард                                                  | англ. Nancy Willard                                                              | «Речі, які неможливо побачити»                                                         | Things Invisible to See                                                        | —                                | Alfred A. Knopf                           |
| 1987 | Джудіт Тарр                                                    | англ. Judith Tarr                                                                | «Собака та сокіл»                                                                      | The Hound and the Falcon                                                       | —                                | Nelson Doubleday / SFBC                   |
| 1987 | Пол Гейзел                                                     | англ. Paul Hazel                                                                 | —                                                                                      | The Finnbranch: trilogy of Yearwood; Undersea; Winterking                      | —                                |                                           |
| 1987 | Ґай Ґевріел Кей                                                | англ. Guy Gavriel Kay                                                            | «Трилогія Гобелени Фйонавара: Дерево життя; Вогонь, що заблукав; Найтемніший шлях»     | “The Fionavar Tapestry”: The Summer Tree; The Wandering Fire; The Darkest Road | —                                |                                           |
| 1987 | Ґреґ Бір                                                       | англ. Greg Bear                                                                  | «Зміїний маг»                                                                          | The Serpent Mage                                                               | —                                | Ace                                       |
| 1987 | Тімоті Фіндлі                                                  | англ. Timothy Findley                                                            | «Непотрібний у подорожі»                                                               | Not Wanted on the Voyage                                                       | —                                | Delacorte Press                           |
| 1987 | Ден Сіммонс                                                    | англ. Dan Simmons                                                                | «Пісня Калі»                                                                           | Song of Kali                                                                   | —                                | Bluejay                                   |
| 1987 | Тед Вільямс                                                    | англ. Tad Williams                                                               | «Пісня Ловихвоста»                                                                     | Tailchaser's Song                                                              | «Пісня Ловихвоста»               | DAW Books                                 |
| 1988 | Елізабет Маршалл Томас                                         | англ. Elizabeth Marshall Thomas                                                  | «Оленячий місяць»                                                                      | Reindeer Moon                                                                  | —                                | Houghton Mifflin                          |
| 1988 | Пет О'Ші                                                       | англ. Pat O'Shea                                                                 | «Гончаки Морріган»                                                                     | The Hounds of the Morrigan                                                     | —                                | Oxford University Press                   |
| 1988 | Конні Вілліс                                                   | англ. Connie Willis                                                              | «Сни Лінкольна»                                                                        | Lincoln's Dreams                                                               | —                                | Bantam Spectra                            |
| 1988 | Річард Ґрент                                                   | англ. Richard Grant                                                              | «Чутки про весну»                                                                      | Rumors of Spring                                                               | —                                | Random House                              |
| 1988 | Брюс Фергюссон                                                 | англ. Bruce Fergusson                                                            | «Тінь його крил»                                                                       | The Shadow of His Wings                                                        | —                                | Arbor House                               |
| 1988 | Гетер Гледні                                                   | англ. Heather Gladney                                                            | «Війна Теота»                                                                          | Teot's War                                                                     | —                                | Ace                                       |
| 1988 | Емма Булл                                                      | англ. Emma Bull                                                                  | «Війна за дуби»                                                                        | War for the Oaks                                                               | —                                | Ace                                       |
| 1988 | Джефф Раймен                                                   | англ. Geoff Ryman                                                                | «Воїн, що ніс життя»                                                                   | The Warrior Who Carried Life                                                   | —                                | George Allen & Unwin                      |
| 1989 | Мікаела Росснер                                                | англ. Michaela Roessner                                                          | «Жінка, що полюбляла гуляти»                                                           | Walkabout Woman                                                                | —                                | Bantam Spectra                            |
| 1989 | Льюїс Шайнер                                                   | англ. Lewis Shiner                                                               | «Покинуті міста серця»                                                                 | Deserted Cities of the Heart                                                   | —                                | Doubleday Foundation                      |
| 1989 | Мелані Роун                                                    | англ. Melanie Rawn                                                               | «Принц драконів»                                                                       | Dragon Prince                                                                  | —                                | DAW Books                                 |
| 1989 | Мері Таннен                                                    | англ. Mary Tannen                                                                | «Другий зір»                                                                           | Second Sight                                                                   | —                                | Alfred A. Knopf                           |
| 1989 | Елізабет Мун                                                   | англ. Elizabeth Moon                                                             | «Донька вівчаря»                                                                       | Sheepfarmer's Daughter                                                         | —                                | Baen Books                                |
| 1990 | Жанна Ларсен                                                   | англ. Jeanne Larsen                                                              | «Шовковий шлях»                                                                        | Silk Road                                                                      | —                                | Ballantine Books                          |
| 1990 | Таня Хафф                                                      | англ. Tanya Huff                                                                 | «Дитя гаю», «Останній чарівник»                                                        | Child of the Grove; The Last Wizard                                            | —                                | DAW Books                                 |
| 1990 | Зохра Грінхалг                                                 | англ. Zohra Greenhalgh                                                           | «Навпаки»                                                                              | Contrarywise                                                                   | —                                | Ace Books                                 |
| 1990 | Мілорад Павич                                                  | англ. Milorad Pavic                                                              | «Хозарський словник»                                                                   | Dictionary of the Khazars                                                      | «Хозарський словник»             | Alfred A. Knopf                           |
| 1990 | Метт Рафф                                                      | англ. Matt Ruff                                                                  | «Дурень на пагорбі»                                                                    | Fool on the Hill                                                               | —                                | Atlantic Monthly Press                    |
| 1990 | Браян Бретт                                                    | англ. Brian Brett                                                                | «Грибний сад»                                                                          | The Fungus Garden                                                              | —                                | Thistledown Press                         |
| 1990 | Аліда Ван Горес                                                | англ. Alida Van Gores                                                            | «Пісня русалки»                                                                        | Mermaid's Song                                                                 | —                                | Roc                                       |
| 1990 | Елізабет Мун                                                   | англ. Elizabeth Moon                                                             | Серія «Хроніки Паксенарріон»: Донька вівцефермера; Розділена вірність; Клятва з золота | The Paksennarion: Sheepfarmer's Daughter; Divided Allegiance; Oath of Gold     | —                                | Baen Books                                |
| 1991 | Майкл Скотт Роуен                                              | англ. Michael Scott Rohan                                                        | «Зима світу»                                                                           | The Winter of the World                                                        | —                                | Morrow                                    |
| 1991 | Том Голт                                                       | англ. Tom Holt                                                                   | «Очікуючи когось вищого»                                                               | Expecting Someone Taller                                                       | —                                | Macmillan UK                              |
| 1991 | Майкл Кандел                                                   | англ. Michael Kandel                                                             | «Між драконами»                                                                        | In Between Dragons                                                             | —                                | Bantam Spectra                            |
| 1991 | Еліз Ґуттенберг                                                | англ. Elyse Guttenberg                                                           | «Розрив, затемнення і насіння»                                                         | Sunder, Eclipse & Seed                                                         | —                                | Roc Books                                 |
| 1991 | Том де Гейвен                                                  | англ. Tom De Haven                                                               | «Мандрівник між світами»                                                               | Walker of Worlds                                                               | —                                | Doubleday Foundation                      |
| 1992 | Ґрір Ґілмен                                                    | англ. Greer Gilman                                                               | «Місяцемудрий»                                                                         | Moonwise                                                                       | —                                | Roc                                       |
| 1992 | Фарен Міллер                                                   | англ. Faren Miller                                                               | «Ілюзіоністи»                                                                          | The Illusionists                                                               | —                                | Warner Questar                            |
| 1992 | Гюнелі Гюн                                                     | англ. Güneli Gün                                                                 | «Дорогою до Багдада»                                                                   | On the Road to Baghdad                                                         | —                                | Hunter House                              |
| 1993 | Сьюзен Палвік                                                  | англ. Susan Palwick                                                              | «Політ на місці»                                                                       | Flying in Place                                                                | —                                | Tor                                       |
| 1993 | Роберт Антоні                                                  | англ. Robert Antoni                                                              | «Божественний слід»                                                                    | Divina Trace                                                                   | —                                | Overlook Press                            |
| 1993 | Нік Банток                                                     | англ. Nick Bantock                                                               | «Гріффін і Сабін»                                                                      | Griffin & Sabine                                                               | —                                | Chronicle Books                           |
| 1994 | Джудіт Кац                                                     | англ. Judith Katz                                                                | «Ляка біга до високого тонкого звуку»                                                  | Running Fiercely Toward a High Thin Sound                                      | —                                | Firebrand Books                           |
| 1994 | Розанна Деріл Томас                                            | англ. Roseanne Daryl Thomas                                                      | «Різьбяр янголів»                                                                      | The Angel Carver                                                               | —                                | Random House                              |
| 1994 | Норіко Оґівара                                                 | англ. Noriko Ogiwara                                                             | «Меч-дракон і дитя вітру»                                                              | Dragon Sword and Wind Child                                                    | —                                | Farrar, Straus & Giroux                   |
| 1994 | Крістіна Аскуніс                                               | англ. Christina Askounis                                                         | «Сон каменя»                                                                           | The Dream of Stone                                                             | —                                | Farrar, Straus & Giroux                   |
| 1994 | Марта Веллс                                                    | англ. Martha Wells                                                               | «Елемент вогню»                                                                        | The Element of Fire                                                            | —                                | Tor                                       |
| 1994 | Поппі З. Брайт                                                 | англ. Poppy Z. Brite                                                             | «Загублені душі»                                                                       | Lost Souls                                                                     | —                                | Delacorte Abyss                           |
| 1994 | Бев Джафек                                                     | англ. Bev Jafek                                                                  | «Чоловік, який вкусив свою дружину»                                                    | The Man Who Took a Bite Out of His Wife                                        | —                                | Overlook Press                            |
| 1994 | Патріс Кіндл                                                   | англ. Patrice Kindl                                                              | «Сова закохана»                                                                        | Owl in Love                                                                    | —                                | Houghton Mifflin                          |
| 1994 | Венді Вокер                                                    | англ. Wendy Walker                                                               | «Таємна служба»                                                                        | The Secret Service                                                             | —                                | Sun & Moon                                |
| 1994 | Елізабет Віллі                                                 | англ. Elizabeth Willey                                                           | «Улюбленець долі»                                                                      | The Well-Favored Man                                                           | —                                | Tor                                       |
| 1995 | Джонатан Летем                                                 | англ. Jonathan Lethem                                                            | «Пістолет з оригінальною музикою»                                                      | Gun, With Occasional Music                                                     | —                                | Harcourt Brace                            |
| 1995 | Стів Вайнер                                                    | англ. Steve Weiner                                                               | «Музей кохання»                                                                        | The Museum of Love                                                             | —                                | Overlook Press                            |
| 1995 | Флінн Коннолі                                                  | англ. Flynn Connolly                                                             | «Схід місяця»                                                                          | The Rising of the Moon                                                         | —                                | Ballantine Del Rey                        |
| 1996 | Шерон Шинн                                                     | англ. Sharon Shinn                                                               | «Архангел»                                                                             | Archangel                                                                      | —                                | Ace                                       |
| 1997 | Кендас Джейн Дорсі                                             | англ. Candas Jane Dorsey                                                         | «Чорне вино»                                                                           | Black Wine                                                                     | —                                | Tor                                       |
| 1997 | Ліз Дженсен                                                    | англ. Liz Jensen                                                                 | «Танець яєць»                                                                          | Egg Dancing                                                                    | —                                | Overlook Press                            |
| 1997 | Аєн Макдавелл                                                  | англ. Ian McDowell                                                               | «Прокляття Мордреда»                                                                   | Mordred's Curse                                                                | —                                | AvoNova                                   |
| 1997 | Люсі Сассекс                                                   | англ. Lucy Sussex                                                                | «Червона вершниця»                                                                     | The Scarlet Rider                                                              | —                                | Tor/Forge                                 |
| 1997 | Пол Вітковер                                                   | англ. Paul Witcover                                                              | «Пробудження красуні»                                                                  | Waking Beauty                                                                  | —                                | HarperPrism                               |
| 1997 | Ларісса Лай                                                    | англ. Larissa Lai                                                                | «Коли лисиці тисяча»                                                                   | When FOX is a Thousand                                                         | —                                | Press Gang Publishers                     |
| 1998 | Чітра Баннерджі Дівакаруні                                     | англ. Chitra Banerjee Divakaruni                                                 | «Володарка прянощів»                                                                   | The Mistress of Spices                                                         | —                                | Doubleday Anchor                          |
| 1998 | Жан Хегґан                                                     | англ. Jean Hegland                                                               | «У ліс»                                                                                | Into the Forest                                                                | —                                | Calyx Books; Bantam                       |
| 1998 | Марела Сендс                                                   | англ. Marella Sands                                                              | «Небесний ніж»                                                                         | Skyknife                                                                       | —                                | Tor                                       |
| 1998 | Стівен Дедмен                                                  | англ. Stephen Dedman                                                             | «Мистецтво різання стріл»                                                              | The Art of Arrow Cutting                                                       | —                                | Tor                                       |
| 1998 | Дж. С. Расселл                                                 | англ. J. S. Russell                                                              | «Небесні пси»                                                                          | Celestial Dogs                                                                 | —                                | St. Martin's                              |
| 1998 | Дейвід Б. Коу                                                  | англ. David B. Coe                                                               | «Діти Амаріда»                                                                         | Children of Amarid                                                             | —                                | Tor                                       |
| 1998 | Метью Вудрін Стовер                                            | англ. Matthew Woodring Stover                                                    | Залізний світанок»                                                                     | Iron Dawn                                                                      | —                                | Roc                                       |
| 1998 | Аєн Макдавелл                                                  | англ. Ian McDowell                                                               | «Дар Мерліна»                                                                          | Merlin's Gift                                                                  | —                                | AvoNova                                   |
| 1998 | Аєн Макдавелл                                                  | англ. Ian McDowell                                                               | «Прокляття Мордреда»                                                                   | Mordred's Curse                                                                | —                                | AvoNova                                   |
| 1999 | Дейвід Б. Коу                                                  | англ. David B. Coe                                                               | «Хроніка Лона Тобіна»                                                                  | LonTobyn Chronicle                                                             | —                                | Tor                                       |
| 1999 | Анна Бішоп                                                     | англ. Anne Bishop                                                                | «Дочка крові»                                                                          | Daughter of the Blood                                                          | —                                | Roc                                       |
| 1999 | Рафі Забор                                                     | англ. Rafi Zabor                                                                 | «Ведмідь повертається додому»                                                          | The Bear Comes Home                                                            | —                                | Norton                                    |
| 1999 | Майкл Г. Пейн                                                  | англ. Michael H. Payne                                                           | «Кривавий ягуар»                                                                       | The Blood Jaguar                                                               | —                                | Tor                                       |
| 1999 | Нало Гопкінсон                                                 | англ. Nalo Hopkinson                                                             | «Коричнева дівчина у кільці»                                                           | Brown Girl in the Ring                                                         | —                                | Warner Aspect                             |
| 1999 | Крістен Брітейн                                                | англ. Kristen Britain                                                            | «Зелений вершник»                                                                      | Green Rider                                                                    | —                                | DAW                                       |
| 1999 | Маркос Доннеллі                                                | англ. Marcos Donnelly                                                            | «Пророки кінця часу»                                                                   | Prophets for the End of Time                                                   | —                                | Baen                                      |
| 1999 | Ґарт Стайн                                                     | англ. Garth Stein                                                                | «Ворон викрав місяць»                                                                  | Raven Stole the Moon                                                           | —                                | Pocket                                    |
| 1999 | Елізабет Кернер                                                | англ. Elizabeth Kerner                                                           | «Пісня тиші: Оповідь про Ланен Кейлар»                                                 | Song of the Silence: The Tale of Lanen Kaelar                                  | —                                | Tor                                       |
| 2000 | Енн Бішоп                                                      | англ. Anne Bishop                                                                | «Трилогія про чорні коштовності»                                                       | The Black Jewels                                                               | —                                | Roc                                       |
| 2000 | Елізабет Хейдон                                                | англ. Elizabeth Haydon                                                           | «Рапсодія»                                                                             | Rhapsody                                                                       | —                                | Tor                                       |
| 2000 | Стівен Котлер                                                  | англ. Steven Kotler                                                              | «Найшвидший кут для польоту»                                                           | The Angle Quickest for Flight                                                  | —                                | Four Walls Eight Windows                  |
| 2000 | Крістін Сміт                                                   | англ. Kristine Smith                                                             | «Кодекс поведінки»                                                                     | Code of Conduct                                                                | —                                | Avon Eos                                  |
| 2000 | Майкл Сиско                                                    | англ. Michael Cisco                                                              | «Студент богослов’я»                                                                   | The Divinity Student                                                           | —                                | Buzzcity Press                            |
| 2000 | Чайна М’євіль                                                  | англ. China Miéville                                                             | «Щурячий король»                                                                       | King Rat                                                                       | —                                | Tor                                       |
| 2000 | Джоан Бертін                                                   | англ. Joanne Bertin                                                              | «Останній драконячий лорд»                                                             | The Last Dragonlord                                                            | —                                | Tor                                       |
| 2000 | Ліліан Наттель                                                 | англ. Lilian Nattel                                                              | «Річка опівночі»                                                                       | The River Midnight                                                             | —                                | Scribner                                  |
| 2000 | Томас Гарлан                                                   | англ. Thomas Harlan                                                              | «Тінь Арарату»                                                                         | The Shadow of Ararat                                                           | —                                | Tor                                       |
| 2000 | Ян Ларс Єнсен                                                  | англ. Jan Lars Jensen                                                            | «Шива 3000»                                                                            | Shiva 3000                                                                     | —                                | Harcourt Brace                            |
| 2001 | Кідж Джонсон                                                   | англ. Kij Johnson                                                                | «Жінка-лисиця»                                                                         | The Fox Woman                                                                  | —                                | Tor                                       |
| 2002 | Джаспер Ффорде                                                 | англ. Jasper Fforde                                                              | «Справа Ейр»                                                                           | The Eyre Affair                                                                | —                                | Viking                                    |
| 2003 | Александер С. Ірвайн                                           | англ. Alexander Christian Irvine                                                 | «Розсип нефритів»                                                                      | A Scattering of Jades                                                          | —                                | Tor                                       |
| 2003 | Сара Сінглтон                                                  | англ. Sarah Singleton                                                            | «Діва-ворона»                                                                          | The Crow Maiden                                                                | —                                | Wildside Press                            |
| 2003 | Наомі Кріцер                                                   | англ. Naomi Kritzer                                                              | «Вогні вірних»                                                                         | Fires of the Faithful                                                          | —                                | Bantam Spectra                            |
| 2003 | Скотт Ніколсон                                                 | англ. Scott Nicholson                                                            | «Червона церква»                                                                       | The Red Church                                                                 | —                                | Pinnacle Books                            |
| 2003 | Чарльз Дікінсон                                                | англ. Charles Dickinson                                                          | «Скорочений шлях у часі»                                                               | A Shortcut in Time                                                             | —                                | Forge Books                               |
| 2003 | Джеймс А. Гетлі                                                | англ. James A. Hetley                                                            | «Літня країна»                                                                         | The Summer Country                                                             | —                                | Ace Books                                 |
| 2003 | Майкл Шабон                                                    | англ. Michael Chabon                                                             | «Літозем’я»                                                                            | Summerland                                                                     | —                                | Miramax Books/Hyperion Books for Children |
| 2003 | Кейтлін Світ                                                   | англ. Caitlin Sweet                                                              | «Оповідь зірок»                                                                        | A Telling of Stars                                                             | —                                | Penguin Canada                            |
| 2004 | Кірстен Дж. Бішоп                                              | англ. K. J. Bishop                                                               | «Витравлене місто»                                                                     | The Etched City                                                                | —                                | Prime Books                               |
| 2005 | Стеф Свейнстон                                                 | англ. Steph Swainston                                                            | «Рік нашої війни»                                                                      | The Year of Our War                                                            | —                                | Gollancz                                  |
| 2006 | Джо Гілл                                                       | англ. Joe Hill                                                                   | «Привиди двадцятого століття»                                                          | 20th Century Ghosts                                                            | —                                | PS Publishing                             |
| 2006 | Джудіт Берман                                                  | англ. Judith Berman                                                              | «Дочка ведмедя»                                                                        | Bear Daughter                                                                  | —                                | Ace Books                                 |
| 2006 | Френсіс Гардінґ                                                | англ. Frances Hardinge                                                           | «Нічний політ»                                                                         | Fly by Night                                                                   | —                                | Macmillan UK; HarperCollins               |
| 2006 | Голлі Філліпс                                                  | англ. Holly Phillips                                                             | «У палаці спокою»                                                                      | In the Palace of Repose                                                        | —                                | Prime Books                               |
| 2006 | Сара Монетт                                                    | англ. Sarah Monette                                                              | «Мелюзіна»                                                                             | Mélusine                                                                       | —                                | Ace Books                                 |
| 2006 | Анна Тамбур                                                    | англ. Anna Tambour                                                               | «Плямиста лілія»                                                                       | Spotted Lily                                                                   | —                                | Prime Books                               |
| 2006 | Гал Дункан                                                     | англ. Hal Duncan                                                                 | «Веллум»                                                                               | Vellum                                                                         | —                                | Macmillan UK; Del Rey                     |
| 2007 | Мері Рікерт                                                    | англ. Mary Rickert                                                               | «Мапа мрій»                                                                            | Map of Dreams                                                                  | —                                | Golden Gryphon Press                      |
| 2007 | Теодора Госс                                                   | англ. Theodora Goss                                                              | «У лісі забуття»                                                                       | In the Forest of Forgetting                                                    | —                                | Prime Books                               |
| 2007 | Скотт Лінч                                                     | англ. Scott Lynch                                                                | «Лукавства Локі Ламори»                                                                | The Lies of Locke Lamora                                                       | «Лукавства Локі Ламори»          | Orion; Gollancz; Nebo BookLab Publishing  |
| 2007 | Деніел Абрагам                                                 | англ. Daniel Abraham                                                             | «Тінь улітку»                                                                          | A Shadow in Summer                                                             | —                                | Tor                                       |
| 2007 | Алан Деніро                                                    | англ. Alan DeNiro                                                                | «Худе купання в озері мертвих: Оповідання»                                             | Skinny Dipping in the Lake of the Dead: Stories                                | —                                | Small Beer Press                          |
| 2007 | Кіт Донох’ю                                                    | англ. Keith Donohue                                                              | «Викрадена дитина»                                                                     | The Stolen Child                                                               | —                                | Doubleday/Nan A. Talese                   |
| 2007 | Наомі Новік                                                    | англ. Naomi Novik                                                                | Цикл Темерейр: «Дракон Його Величності»                                                | Temeraire (US title: His Majesty's Dragon)                                     | —                                | HarperCollins/Voyager; Ballantine Del Rey |
| 2008 | Крістофер Барзак                                               | англ. Christopher Barzak                                                         | «Один для печалі»                                                                      | One for Sorrow                                                                 | —                                | Bantam Spectra                            |
| 2008 | Ізабо С. Вілс                                                  | англ. Ysabeau S. Wilce                                                           | «Флора Сегунда»                                                                        | Flora Segunda                                                                  | —                                | Harcourt                                  |
| 2008 | Рон Каррі-молодший                                             | англ. Ron Currie Jr.                                                             | «Бог мертвий»                                                                          | God Is Dead                                                                    | —                                | Viking                                    |
| 2008 | Лерд Баррон                                                    | англ. Laird Barron                                                               | «Послідовність імаго та інші оповідання»                                               | The Imago Sequence and Other Stories                                           | —                                | Night Shade Books                         |
| 2008 | Еллен Клейджес                                                 | англ. Ellen Klages                                                               | «Портативні дитинства»                                                                 | Portable Childhoods                                                            | —                                | Tachyon Publications                      |
| 2009 | Деріл Грегорі                                                  | англ. Daryl Gregory                                                              | «Пандемоніум»                                                                          | Pandemonium                                                                    | —                                | Del Rey                                   |
| 2009 | Даг Дорст                                                      | англ. Doug Dorst                                                                 | «Живий у Некрополі»                                                                    | Alive in Necropolis                                                            | —                                | Riverhead Books                           |
| 2009 | Дж. М. Мак-Дермотт                                             | англ. J. M. McDermott                                                            | «Останній дракон»                                                                      | Last Dragon                                                                    | —                                | Wizards of the Coast                      |
| 2009 | Девід Дж. Шварц                                                | англ. David J. Schwartz                                                          | «Суперсили»                                                                            | Superpowers                                                                    | —                                | Three Rivers Press                        |
| 2009 | Фелікс Гілман                                                  | англ. Felix Gilman                                                               | «Громовержець»                                                                         | Thunderer                                                                      | —                                | Bantam Spectra                            |
| 2010 | Джедедая Беррі                                                 | англ. Jedediah Berry                                                             | «Керівництво з виявлення»                                                              | The Manual of Detection                                                        | —                                | Penguin                                   |
| 2010 | Дебора Б'янкотті                                               | англ. Deborah Biancotti                                                          | «Книга завершень»                                                                      | A Book of Endings                                                              | —                                | Twelfth Planet Press                      |
| 2010 | Алі Шоу                                                        | англ. Ali Shaw                                                                   | «Дівчина зі скляними ногами»                                                           | The Girl with Glass Feet                                                       | —                                | Atlantic Books                            |
| 2010 | Карі Сперрінг                                                  | англ. Kari Sperring                                                              | «Життя з привидами»                                                                    | Living with Ghosts                                                             | —                                | DAW Books                                 |
| 2011 | Карен Лорд                                                     | англ. Karen Lord                                                                 | «Спокута в Індиго»                                                                     | Redemption in Indigo                                                           | —                                | Small Beer Press                          |
| 2011 | Анна Кендолл                                                   | англ. Anna Kendall                                                               | «Переправа»                                                                            | Crossing Over                                                                  | —                                | Gollancz; Viking Juvenile                 |
| 2011 | Нора К. Джемісін                                               | англ. N. K. Jemisin                                                              | «Сто тисяч королівств»                                                                 | The Hundred Thousand Kingdoms                                                  | —                                | Orbit                                     |
| 2011 | Амелія Бімер                                                   | англ. Amelia Beamer                                                              | «Закохані мертві»                                                                      | The Loving Dead                                                                | —                                | Night Shade Books                         |
| 2011 | Роберт Джексон Беннетт                                         | англ. Robert Jackson Bennett                                                     | «Містер Шиверс»                                                                        | Mr. Shivers                                                                    | —                                | Orbit                                     |
| 2011 | Лорен Б'юкс                                                    | англ. Lauren Beukes                                                              | «Звірополіс»                                                                           | Zoo City                                                                       | —                                | Angry Robot                               |
| 2012 | Женев'єв Валентайн                                             | англ. Genevieve Valentine                                                        | «Механіка: Оповідь про цирк Тресо»                                                     | Mechanique: A Tale of the Circus Tresaulti                                     | —                                | Prime Books                               |
| 2012 | Ренсом Ріґґз                                                   | англ. Ransom Riggs                                                               | «Дім дивних дітей пані Сапсан»                                                         | Miss Peregrine's Home for Peculiar Children                                    | «Дім дивних дітей»               | Quirk Books                               |
| 2012 | Ерін Морґенштерн                                               | англ. Erin Morgenstern                                                           | «Нічний цирк»                                                                          | The Night Circus                                                               | «Нічний цирк»                    | Doubleday                                 |
| 2012 | Стіна Ляйхт                                                    | англ. Stina Leicht                                                               | «З крові та меду»                                                                      | Of Blood and Honey                                                             | —                                | Night Shade Books                         |
| 2012 | Теа Обрехт                                                     | англ. Téa Obreht                                                                 | «Дружина тигра»                                                                        | The Tiger's Wife                                                               | —                                | Random House                              |
| 2013 | Карін Тідбек                                                   | англ. Karin Tidbeck                                                              | «Джаганнатх»                                                                           | Jagannath                                                                      | —                                | Cheeky Frawg                              |
| 2013 | Кііні Ібура Салаам                                             | англ. Kiini Ibura Salaam                                                         | «Стародавнє, стародавнє»                                                               | Ancient, Ancient                                                               | —                                | Aqueduct Press                            |
| 2013 | Роз Кавені                                                     | англ. Roz Kaveney                                                                | «Ритуали»                                                                              | Rituals                                                                        | —                                | Plus One Press                            |
| 2013 | Рейчел Гартман                                                 | англ. Rachel Hartman                                                             | «Серафіна»                                                                             | Seraphina                                                                      | —                                | Random House                              |
| 2013 | Саладін Ахмед                                                  | англ. Saladin Ahmed                                                              | «Трон напівмісяця»                                                                     | Throne of the Crescent Moon                                                    | —                                | DAW Books                                 |
| 2014 | Софія Саматар                                                  | англ. Sofia Samatar                                                              | «Чужинець в Олондрії»                                                                  | A Stranger in Olondria                                                         | —                                | Small Beer Press                          |
| 2014 | Юн Ха Лі                                                       | англ. Yoon Ha Lee                                                                | «Збереження тіней»                                                                     | Conservation of Shadows                                                        | —                                | Prime Books                               |
| 2014 | Гелен Веккер                                                   | англ. Helene Wecker                                                              | «Голем і Джин»                                                                         | The Golem and the Jinni                                                        | —                                | Harper                                    |
| 2014 | Ніка Салвей                                                    | англ. Nike Sulway                                                                | «Рупетта»                                                                              | Rupetta                                                                        | —                                | Tartarus Press                            |
| 2015 | Стефані Фельдман                                               | англ. Stephanie Feldman                                                          | «Янгол втрат»                                                                          | The Angel of Losses                                                            | —                                | Ecco                                      |
| 2015 | Дзен Чо                                                        | англ. Zen Cho                                                                    | «Духи за кордоном»                                                                     | Spirits Abroad                                                                 | —                                | Buku Fixi                                 |
| 2015 | Грег Бехтель                                                   | англ. Greg Bechtel                                                               | «Проблеми меж»                                                                         | Boundary Problems                                                              | —                                | Freehand Books                            |
| 2015 | Галіб Іслам                                                    | англ. Ghalib Islam                                                               | «Вогонь у неназваній країні»                                                           | Fire in the Unnameable Country                                                 | —                                | Hamish Hamilton Canada                    |
| 2015 | Джессі Бьортон                                                 | англ. Jessie Burton                                                              | «Мініатюрист»                                                                          | The Miniaturist                                                                | —                                | Ecco                                      |
| 2015 | Сара Толмі                                                     | англ. Sarah Tolmie                                                               | «Кам’яні човнярі»                                                                      | The Stone Boatmen                                                              | —                                | Aqueduct Press                            |
| 2016 | Кай Ашанте Вілсон                                              | англ. Kai Ashante Wilson                                                         | «Чаклун Вайлдіпса»                                                                     | The Sorcerer of the Wildeeps                                                   | —                                | Tor                                       |
| 2016 | Адріенна Селт                                                  | англ. Adrienne Celt                                                              | «Доньки»                                                                               | The Daughters                                                                  | —                                | Liveright                                 |
| 2016 | Індра Дас                                                      | англ. Indra Das                                                                  | «Пожирачі»                                                                             | The Devourers                                                                  | —                                | Penguin India; Del Rey                    |
| 2016 | Кен Лю                                                         | англ. Ken Liu                                                                    | «Королівська милість»                                                                  | The Grace of Kings                                                             | —                                | Saga Press                                |
| 2016 | Сет Дікінсон                                                   | англ. Seth Dickinson                                                             | «Зрадниця Бару Корморант»                                                              | The Traitor Baru Cormorant                                                     | —                                | Tor Books                                 |
| 2016 | Наташа Пуллі                                                   | англ. Natasha Pulley                                                             | «Годинникар із Філігрі-стріт»                                                          | The Watchmaker of Filigree Street                                              | —                                | Bloomsbury                                |
| 2017 | Чарлі Джейн Андерс                                             | англ. Charlie Jane Anders                                                        | «Усі птахи в небі»                                                                     | All the Birds in the Sky                                                       | «Усі птахи в небі»               | Tor                                       |
| 2017 | Майкл Вегант                                                   | англ. Michael Wehunt                                                             | «Зеленіші пасовища»                                                                    | Greener Pastures                                                               | —                                | Shock Totem Publications                  |
| 2017 | Марія Турчанінова                                              | англ. Maria Turtschaninoff                                                       | «Маресі»                                                                               | Maresi                                                                         | —                                | Pushkin Children’s Books; Abrams          |
| 2017 | Р. Б. Лемберґ                                                  | англ. Rose Lemberg                                                               | «Маргіналія до Кам'яного птаха»                                                        | Marginalia to Stone Bird                                                       | —                                | Aqueduct Press                            |
| 2018 | Кармен Марія Мачадо                                            | англ. Carmen Maria Machado                                                       | «Її тіло та інші вечірки»                                                              | Her Body and Other Parties                                                     | —                                | Grayworlf                                 |
| 2018 | Сем Дж. Міллер                                                 | англ. Sam J. Miller                                                              | «Мистецтво голодування»                                                                | The Art of Starving                                                            | —                                | HarperTeen                                |
| 2018 | Шеннон Чакраборті                                              | англ. S. A. Chakraborty                                                          | «Латунне місто»                                                                        | The City of Brass                                                              | «Латунне місто»                  | Harper Voyager; Nebo BookLab Publishing   |
| 2018 | Сандра Унерман                                                 | англ. Sandra Unerman                                                             | «Чароприхисток»                                                                        | Spellhaven                                                                     | —                                | Mirror World Publishing                   |
| 2018 | К. Арсено Рівера                                               | англ. K. Arsenault Rivera                                                        | «Донька тигра»                                                                         | The Tiger’s Daughter                                                           | —                                | Tor Books                                 |
| 2018 | Рутанна Емріс                                                  | англ. Ruthanna Emrys                                                             | «Зимовий приплив»                                                                      | Winter Tide                                                                    | —                                | Tor.com Publishing                        |
| 2019 | Ребекка Ф. Кван                                                | англ. R. F. Kuang                                                                | «Макова війна»                                                                         | The Poppy War                                                                  | «Макова війна»                   | Harper Voyager; Жорж                      |
| 2019 | Кейт Гартфілд                                                  | англ. Kate Heartfield                                                            | «Озброєна по-своєму»                                                                   | Armed in Her Fashion                                                           | —                                | ChiZine Publications                      |
| 2019 | П. Джелі Кларк                                                 | англ. P. Djèlí Clark                                                             | «Барабани Чорного Бога»                                                                | The Black God’s Drums                                                          | —                                | Tor.com Publishing                        |
| 2019 | Рейчел Феллмен                                                 | англ. Rachel Fellman                                                             | «Подих сонця»                                                                          | The Breath of the Sun                                                          | —                                | Aqueduct Press                            |
| 2019 | Джон Шоффсталл                                                 | англ. John Schoffstall                                                           | «Напіввідьма»                                                                          | Half-Witch                                                                     | —                                | Big Mouth House                           |
| 2019 | Ребекка Роангорс                                               | англ. Rebecca Roanhorse                                                          | «Стежка блискавок»                                                                     | Trail of Lightning                                                             | —                                | Saga Press                                |
| 2020 | Темсін Муїр                                                    | англ. Tamsyn Muir                                                                | «Ґідеон Дев’ятий»                                                                      | Gideon the Ninth                                                               | —                                | Tor.com                                   |
| 2020 | Дженн Лайонз                                                   | англ. Jenn Lyons                                                                 | «Руїна королів»                                                                        | The Ruin of Kings                                                              | —                                | Tor Books                                 |
| 2020 | Емілі Теш                                                      | англ. Emily Tesh                                                                 | «Срібло в лісі»                                                                        | Silver in the Wood                                                             | —                                | Tor.com Publishing                        |
| 2020 | Алікс І. Герроу                                                | англ. Alix E. Harrow                                                             | «Десять тисяч дверей Джейнюері»                                                        | The Ten Thousand Doors of January                                              | +                                | Redhook Books                             |
| 2021 | Нгі Во                                                         | англ. Nghi Vo                                                                    | «Імператриця солі та удачі»                                                            | The Empress of Salt and Fortune                                                | —                                | Tordotcom                                 |
| 2021 | Премі Мохамед                                                  | англ. Premee Mohamed                                                             | «Під висхідним небом»                                                                  | Beneath the Rising                                                             | —                                | Solaris                                   |
| 2021 | Джуліан К. Джарбо                                              | англ. Julian K. Jarboe                                                           | «Усі на Місяці — ключовий персонал»                                                    | Everyone on the Moon Is Essential Personnel                                    | —                                | Lethe Press                               |
| 2021 | Кетлін Дженнінґз                                               | англ. Kathleen Jennings                                                          | «Відліт»                                                                               | Flyaway                                                                        | —                                | Tordotcom Publishing                      |
| 2021 | Сі Джей Лавін                                                  | англ. C. J. LaVigne                                                              | «У правді»                                                                             | In Veritas                                                                     | —                                | NeWest Press                              |
| 2021 | Майкл Дж. Делука                                               | англ. Michael J. DeLuca                                                          | «Нічна поїздка»                                                                        | Night Roll                                                                     | —                                | Stelliform Press                          |
| 2022 | Усман Т. Малік                                                 | англ. Usman T. Malik                                                             | «Опівнічні двері: байки з Пакистану»                                                   | Midnight Doorways: Fables from Pakistan                                        | —                                | Kitab                                     |
| 2022 | Ізабель Яп                                                     | англ. Isabel Yap                                                                 | «Я ніколи не…»                                                                         | Never Have I Ever                                                              | —                                | Small Beer Press                          |
| 2022 | Е. Лілі Ю                                                      | англ. E. Lily Yu                                                                 | «На крихких хвилях»                                                                    | On Fragile Waves                                                               | —                                | Erewhon Books                             |
| 2023 | Саймон Хіменес                                                 | англ. Simon Jimenez                                                              | «Спис, що розтинає воду»                                                               | The Spear Cuts Through Water                                                   | —                                | Del Rey                                   |
| 2023 | Алекc Дженнінґґґз                                              | англ. Alex Jennings                                                              | «Балада про грізні могили»                                                             | The Ballad of Perilous Graves                                                  | —                                | Redhook Books                             |
| 2023 | Насім Джамнія                                                  | англ. Naseem Jamnia                                                              | «Синці Кілви»                                                                          | The Bruising of Qilwa                                                          | —                                | Tachyon Publications                      |
| 2023 | Джейкоб Керр                                                   | англ. Jacob Kerr                                                                 | «Зелений чоловік із Ешвудської зали»                                                   | The Green Man of Eshwood Hall                                                  | —                                | Serpent’s Tail                            |
| 2023 | Мая Дін                                                        | англ. Maya Deane                                                                 | «Гнівний спів богині»                                                                  | Wrath Goddess Sing                                                             | —                                | William Morrow                            |
| 2024 | Ваджра Чандрасекера                                            | англ. Vajra Chandrasekera                                                        | «Святий яскравих дверей»                                                               | The Saint of Bright Doors                                                      | —                                | Tor                                       |
| 2024 | Б. Пладек                                                      | англ. B. Pladek                                                                  | «Суха земля»                                                                           | Dry Land                                                                       | —                                | University of Wisconsin Press             |
| 2024 | Емма Терзс                                                     | англ. Emma Törzs                                                                 | «Чорнило. Кров. Сестра. Книжник»                                                       | Ink Blood Sister Scribe                                                        | «Чорнило. Кров. Сестра. Книжник» | William Morrow; Видавництво «РМ»          |
| 2024 | Воле Талабі                                                    | англ. Wole Talabi                                                                | «Шигіді та голова правління Обалуфона»                                                 | Shigidi and the Brass Head of Obalufon                                         | —                                | DAW Books                                 |
| 2024 | Югані Каріла                                                   | англ. Juhani Karila                                                              | «Літня риболовля в Лапландії»                                                          | Summer Fishing in Lapland                                                      | —                                | Pushkin Press                             |
| 2025 | Джаред Печацек                                                 | англ. Jared Pechacek                                                             | «Західний прохід»                                                                      | The West Passage                                                               | —                                | Tor                                       |
| 2025 | Сун-іл Кім                                                     | англ. Sung-il Kim                                                                | «Кров старих королів»                                                                  | Blood of the Old Kings                                                         | —                                | Orbit                                     |
| 2025 | Рікардо Чавес Кастаньєда, Алехандро Магальянес, Лоуренс Шимель | ісп. Ricardo Chávez Castañeda, ісп. Alejandro Magallanes, англ. Lawrence Schimel | «Книга заперечення»                                                                    | The Book of Denial                                                             | —                                | Enchanted Lion                            |
| 2025 | Гарет Браун                                                    | англ. Gareth Brown                                                               | «Книга дверей»                                                                         | The Book of Doors                                                              | —                                | William Morrow                            |
| 2025 | Сесіль Крістофарі                                              | англ. Cécile Cristofari                                                          | «Слони серед квіту»                                                                    | Elephants in Bloom                                                             | —                                | NewCon Press                              |
| 2025 | Меї Хань Бой                                                   | англ. Meihan Boey                                                                | «Грізна міс Кассіді»                                                                   | The Formidable Miss Cassidy                                                    | —                                | One                                       |
| 2025 | Л. Б. Гейзелторн                                               | англ. L. B. Hazelthorn                                                           | «Рідкісні птахи»                                                                       | Rare Birds                                                                     | —                                | Allegorie Press                           |
| 2025 | Джон Візвелл                                                   | англ. John Wiswell                                                               | «Хтось, у кому можна звити гніздо»                                                     | Someone You Can Build a Nest In                                                | —                                | DAW Books                                 |